# Meteor
米特（Meteor）為學生專屬之社群軟體，由台灣的大學生所創立，以「認識外校同學，拓展你的高校生活」作為標語鼓勵高校生們之間增加互動、激發更多交流。並開放使用者於畢業後，可升級為大學生帳號的功能。使用者能藉由 Meteor 的網站或是App來使用摘星交友和討論區，包含瀏覽、發文、回應他人文章等功能。

## 功能
- 討論區：Meteor有不同種類的看板（感情、升學、課業、穿搭、時事等），供使用者在看板內發文討論，愛心數較高、討論熱烈的文章會在一定時間內排序在論壇首頁的熱門文章列表[2]。
- 摘星交友：在每天早上6時以及下午5時，使用者可於 Meteor 中的摘星頁面查看邀請卡，對象為系統隨機配對，可經由對方提供的個人照片及介紹決定是否邀請好友，若雙方皆送出邀請，便能順利成為好友並開啟聊天室[2]。

## 註冊
- 可使用電子郵件信箱以及Facebook帳號進行註冊，若要開啟發文、摘星交友權限，則需要上傳學生證照片進行認證。

- 註冊以及升級大學生帳號，同樣需要大學學生證照片進行認證。

- 國中至碩士生，具備申請註冊會員的資格。

- 每一張學生證僅限一個帳號使用，刪除帳號後將無法進行重複註冊。

## 歷史
由台灣大學、政治大學、台灣科技大學等學生組成的團隊共同創辦。鑒於當時高中生集體聯署要求Dcard開放高中生註冊，造成Dcard多數用戶極力反彈，Meteor創辦團隊於當時宣布將創辦高校生社群時立刻引起了廣大的回響，也讓Dcard的反彈聲浪告一段落。但由於使用介面及軟體功能與Dcard過於相似，因此造成了Meteor有抄襲之說。

### 主要事件
- 在社群App上架前，Meteor 官方團隊在Facebook上創立功能開發顧問團的社團，並由團隊成員不時詢問學生有關軟體方面的意見及想法。

- 在社群App創立初期，討論板由 Meteor 官方團隊直隸管理，但由於團隊人手不足，工程師除了軟體開發外，另需兼任討論板管理員，造成初期用戶體驗不佳。隨後便開放高校生使用者成立板務部、擔任各板板主以改善問題，並作為 Meteor 團隊與使用者的溝通橋樑。

- 有別於Dcard的初期只顯示校系的匿名性質，Meteor 讓用戶得以自行設定暱稱，並於發文時選擇是否隱藏暱稱（含學校名稱）。

- 有別於Dcard是直接由官方進行管理，Meteor官方團隊開放部分討論板透過選舉產生板主負責管理。

- 2019年4月初，開放國中三年級學生註冊，目前已改為國中至碩士的在學學生只要有學生證皆可註冊。

- 2020年4月，Meteor與美圖秀秀舉辦「惹不起的高校少女選拔活動」（Za美妝贊助），鼓勵高校生盡情展現不可複製的青春，強調「美是人人都可以代言」的，投票時間為3月31日至4月14日，限全台女高校生（包含專一至專三）報名。4月17日公布票選結果，景美女中學生許悅以7001票奪冠，第二名為北一女中莉婕，獲得5758票；淡江高中黃逸蓁以4160票排在第三名。

- 2020年12月，Meteor舉辦「高校男神競技場選拔活動」，讓高校男孩們也可以有展現自己的舞台；活動總計有160名全台男生加入競選，後由高雄市中正高工同學孫宏維以15000超高人氣票數奪冠，超越4月份「惹不起的高校少女選拔活動」冠軍票數。同時，此活動也培育了台北市莊敬高職學生方毅家、彰化高中同學劉偉峻等學生網紅，成為社群論壇上的明日之星。
- 2021年3月，國中生綜合板 （页面存档备份，存于）開板，由五位官方組員管理。

## 爭議事件

### 設立西斯板相關爭議
最初開站時並未設置相關看板，直至2016年9月5日有女會員申請開設「健康情慾討論板」並連署通過。然而，開設後該板卻逐漸成為約砲、張貼淫穢圖文的18禁看板，進而引起許多使用者爭議，並受到各方新聞論壇報導討論。Meteor 官方團隊於隔年3月公告關閉看板。
2017年9月10日，Meteor 開設「大學西斯板」，開板原因為大學生會員漸增故重開看板以供討論，此事件再次引發網友討論，擔心該板有可能產生和「健康情慾討論板」一樣的負面問題。
2020年3月23日，Meteor 為了杜絕高校生篡改生日進入「大學西斯板」使用的行為，公告調整「大學西斯板」權限，改為「大學生帳號」才有發文、回覆文章留言的權限。若大學帳號未通過，則連高中原先帳號都無法使用，且因不能使用而無法於建議版發文。